# Slater (Iowa)
Slater é uma cidade localizada no estado americano de Iowa, no Condado de Story.

## Demografia
Segundo o censo americano de 2000, a sua população era de 1306 habitantes.
Em 2006, foi estimada uma população de 1465, um aumento de 159 (12.2%).

## Geografia
De acordo com o United States Census Bureau tem uma área de
3,2 km², dos quais 3,2 km² cobertos por terra e 0,0 km² cobertos por água. Slater localiza-se a aproximadamente 314 m acima do nível do mar.

## Localidades na vizinhança
O diagrama seguinte representa as localidades num raio de 12 km ao redor de Slater.